# Viviane Tathi Yende
Viviane Tathi Yende, née le 12 septembre 1989 à Kribi est une juriste et féministe camerounaise. Elle milite pour les droits des femmes et mène notamment un combat contre les violences faites aux femmes, elle est conseillère juridique de profession, fondatrice et coordinatrice exécutive de l'association Sourires De Femmes (SDF) dont l'objectif principal est l'accompagnement des jeunes filles vulnérables.

## Biographie

### Formation
Titulaire d'une licence en droit obtenue à l'Université de Yaounde 2 en 2012, Viviane Tathi Yende a également bénéficié des programmes de formation à l'internationale. Alumna du programme Yali Dakar, elle a bénéficié de la formation en leadership civique de la session 15 (2015) du programme. En 2021, elle est l'une boursière de la première édition du programme Gaëtan MOOTOO d'Amnesty International. En 2023, Viviane Tathi Yende fait partie des 25 des plus brillants leaders civiques émergents d'Afrique. Elle bénéficie ainsi de deux semaines et demie de formation au leadership, de séminaires sur les politiques publiques, de mentorat et de collaboration avec des professeurs locaux, des leaders civiques dans le cadre du programme Mandela Washington. 

### Carrière
Viviane Tathi Yende gagne son premier procès en faveur d'une victime d'inceste en 2018. Elle est la fondatrice et actuelle coordinatrice exécutive de l'association Sourires de Femmes (2019). Cette organisation à but non lucratif se consacre à fournir des services d'urgence aux femmes et aux filles victimes de violences. Juriste de formation, Viviane Tathi apporte son expertise comme consultante dans des projets visant à accompagner les femmes et à lutter contre les violences basées sur le genre. Également membre du collectif « Stop feminicides 237 », elle, ainsi que les autres membres, s'engagent activement à sensibiliser l'opinion publique et les autorités camerounaises sur l'urgence de la situation des féminicides au Cameroun.  
En janvier 2024, lorsque éclate l'affaire Hervé Bopda, l'association Sourire de femmes qu'elle coordonne est le principal point de contact pour les victimes présumées de l'homme d'affaires, en particulier celles résidant dans la ville de Yaoundé. Viviane Tathi fait partie du collectif de personnes comprenant des personnalités publiques camerounaises telles Rebecca Enonchong, Maurice Kamto... ayant signé une lettre ouverte pour interpeller le gouvernement camerounais à prendre les mesure nécessaires face à l'affaire Bopda. 